# Отбор Пи Си Би
Отбор Пи Си Би беше кеч формация в WWE. Отбор Пи Си Би дебютираха като Пейдж, Шарлът и Беки Линч през юли 2015 като част Революцията на дивите. Триото на Пейдж, Шарлът и Линч отначало бяха наричани „Сестринско Предаване“, преди да бъдат прекръстени на „Пи Си Би“ (инициалите от първите имена на всяка кечистка), след като беше установено, че името „Сестринско Предаване“ е име на порнографски сайт. На Бойно поле, мач тройна заплаха се преведе между Шарлът, представителката на Пи Си Би, Саша Бенкс от Отбор Лоши и Бри Бела от Отбор Бела, който Шарлът спечели. Трите отбора се срещнаха отново на Лятно тръшване в Елиминационен отборен мач Тройна заплаха. Отбор Бела елиминираха първо Отбор Лоши, преди Беки Линч да тушира Бри Бела и спечели мача за Пи Си Би. На 31 август в епизод на Първична сила, всички членки от Пи Си Би участваха в първия някога мач за норматив с диви, обаче, Пейдж се би със Саша Бенкс до лимита на времето, и Шарлът беше обявената главна претендентка за Титла на дивите на WWE. На 20 септември, Шарлът победи Ники Бела на Нощта на шампионите и спечели Титла на дивите. По време на отпразнуването на Шарлът на следващата вечер на Първична сила, Пеидж обърна гръб на партньорките и направи промо, където тя заяви, че Шарлът е там само заради нейния баща и критикуваше други членове на дивизията на жените, включително Линч и Наталия, която прекъсна Пейдж по-късно същата вечер, правейки я още по-зла в процеса. Пейдж получи мач за титлата на Сървайвър, но загуби. След като Пейдж твърдеше, че Шарлът е мамила, се беше реванша между двете, който приключи с двойно отброяване. Докато Шарлът отново победи Пейдж на МСС, Шарлът започна да показва лошата си страна, след като победи Линч, като измами, че крака ѝ е наранен и след разсейването от баща ѝ. Раздора между Шарлът и Линч се разясни, когато Шарлът нападна Бри Бела, докато тя беше прикована в Обезоръжаването, след като Бри случайно удари Шарлът, коствайки загуба чрез дисквалификация за Линч. На 17 декември в епизод на Разбиване, Беки Линч победи Бри Бела, с помощта на Шарлът. След като Беки обясни на Шарлът, че тя иска да печели без намеси, Линч победи Шарлът на 4 януари в епизод на Първична сила, но Шарлът започна да атакува Линч, приключвайки тяхното приятелство.

## В кеча
- Финални ходове
  - Пейдж
    - PTO – Paige Tapout[7] (Inverted sharpshooter с double chickenwing)[8][9] усвоен от Бул Накано
    - Ram-Paige[7][10] (Cradle DDT)[11]

  - Шарлът
    - Цифрата 8 (Мост на Цифрата 4)[12][13]
    - Bow Down To The Queen[14]/Natural Selection (Forward somersault cutter)[15]

  - Беки Линч
    - Обезоръжаване[16] (Seated Fujiwara armbar)[17][18]
- Мениджъри
  - Рик Светкавицата
- Входни песни
  - „Stars in the Night“ на CFO$[19] (Пеидж)
  - „Recognition“ на CFO$[20] (Шарлът)
  - „Celtic Invasion“ на CFO$[21] (Беки Линч)

## Шампионски титли и отличия
- Wrestling Observer Newsletter
  - Най-лошата вражда на годината (2015) Отбор Пи Си Би срещу Отбор Лоши срещу Отбор Бела[22]
- WWE
  - Шампионка на дивите на WWE (1 път) – Шарлът